# 13715 Steed
Steed (asteróide 13715) é um corpo celeste do Cinturão de Asteroides, localizado entre Marte e Júpiter, a 2,2022392 UA. Possui uma excentricidade de 0,1511977 e um período orbital de 1 526,46 dias (4,18 anos).
Steed tem uma velocidade orbital média de 18,49114345 km/s e uma inclinação de 5,87603º.
Este asteróide foi descoberto em 17 de Agosto de 1998 por LINEAR.